# Mieczysław Dordzik

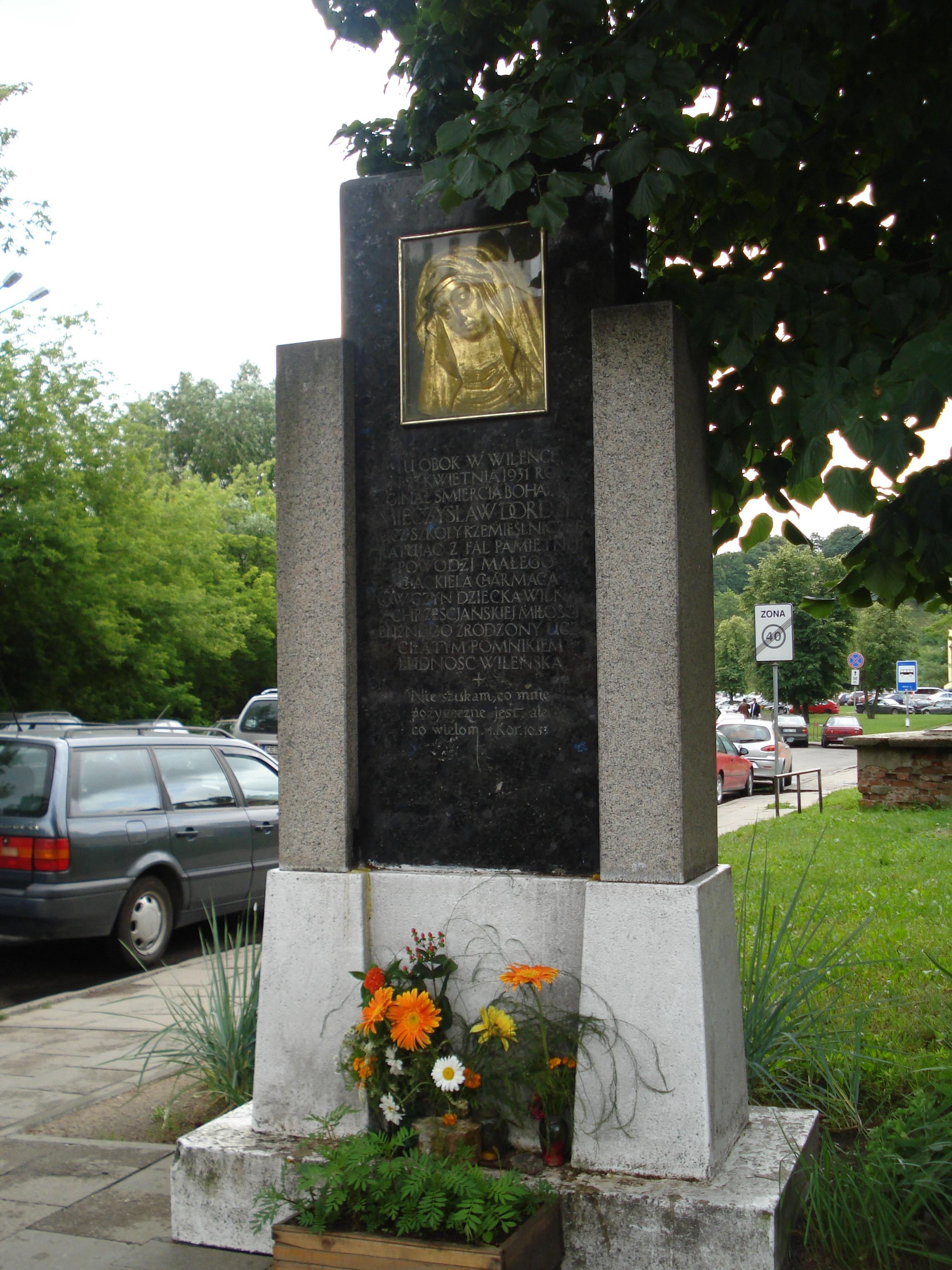
Pomnik Mieczysława Dordzika

Mieczysław Dordzik (ur. ok. 1915, zm. 23 kwietnia 1931 w Wilnie) – bohater Wilna, ofiara powodzi w 1931 roku.

## Życiorys
Aktualnie nie jest znana dokładna data i miejsce urodzin Mieczysława Dordzika. Był to prawdopodobnie rok 1915, ewentualnie 1913 (ustalone na podstawie różnego wieku Dordzika, jaki podawano w notatkach prasowych). W 1931 roku, kiedy Wilno nawiedziła wielka powódź (wylały rzeki Wilia i Wilenka), jak podaje prasa był uczniem Szkoły Rzemieślniczej i mieszkał w Internacie Białomiejskiego na ulicy Zarzecze nr 5 w Wilnie, który znajdował się w okolicy wezbranej rzeki Wilenki. Powódź przyciągała szereg gapiów, wśród których znalazł się czteroletni Chackiel Charmac, mieszkający w okolicy rzeki Wilenki. Prawdopodobnie z powodu nieostrożności dziecko wpadło do wezbranego nurtu rzeki i zaczęło się topić. Nikt ze świadków nie odważył się jednak skoczyć mu na ratunek. Dopiero usłyszawszy krzyki tłumu, na ratunek ruszył, grający w pobliżu w piłkę, szesnastoletni Mieczysław Dordzik. Początkowo wydawało się, że uda mu się uratować tonącego, jednak kiedy nurt rzeki cisnął ratownika i ofiarę na filar mostu, Dordzik stracił przytomność. Obecnym na miejscu saperom udało się wyciągnąć Charmaca, jednak samego Dordzika rzeka poniosła dalej i stracono go z oczu. Jego ciało znaleziono i pochowano dopiero po wielu dniach. Niestety także wyłowionego dziecka nie udało się przywrócić do przytomności. Były to dwie pierwsze ofiary powodzi w Wilnie.
Czyn Dordzika odbił się szerokim echem w mieście i szybko zawiązał się komitet, który postanowił uczcić jego czyn stosownym pomnikiem. Wcześniej, w czerwcu 1931 roku, Dordzik został pośmiertnie odznaczony przez ministra spraw wewnętrznych, Felicjana Sławoja Składkowskiego, Medalem za Ratowanie Ginących. Ze względu na sytuację gospodarczą i dodatkowe obciążenia mieszkańców Wilna spowodowane skutkami powodzi, dopiero w 1934 roku udało się zrealizować pomysł budowy pomnika. Na autora skromnego monumentu wybrano wileńskiego rzeźbiarza, profesora Uniwersytetu Stefana Batorego w Wilnie, Bolesława Bałzukiewicza. Autor nadał pomnikowi kształt czarnego kamiennego obelisku, umieszczonego w ramie z jasnego granitu. W górnej części czarnej płyty umieszczono wizerunek Matki Boskiej Ostrobramskiej, a poniżej dwa napisy:
„Tu obok w Wilence dn. 23 kwietnia 1931 roku zginął śmiercią bohatera Mieczysław Dordzik ucz. Szkoły Rzemieślniczej ratując z fal pamiętnej powodzi małego Chackiela Charmaca. Ów czyn dziecka Wilna z chrześcijańskiej miłości bliźniego zrodzony, uczciła tym pomnikiem ludność wileńska”.
A poniżej, słowa z 1 listu św. Pawła do Koryntian:
„Nie szukam, co mnie pożyteczne jest, ale co wielom. I Kor. 10. 33”.
Uroczystość odsłonięcia pomnika odbyła się 23 kwietnia 1934 roku. Uczestniczyli w niej licznie wilnianie, tak Polacy, jak i Żydzi. Odsłonięcia dokonał wojewoda wileński Władysław Jaszczołt, a następnie wygłoszono szereg przemówień. Wśród przemawiających byli między innymi, wiceprezydent Wilna inż. Henryk Jensz i przedstawiciel gminy żydowskiej w Wilnie, dr Jakub Wygodzki.
Pomnik Mieczysława Dordzika był ważnym symbolem w wielonarodowym mieście, gdzie napięcia na tle etnicznym był stale obecne. Szczególnie dotyczyło to stosunków chrześcijańsko – żydowskich, kiedy siedem miesięcy po śmierci Dordzika, w listopadzie 1931 zginął w czasie zamieszek antysemickich, polski student Stanisław Wacławski. Czyn Dordzika i jego upamiętnienie wskazywały na to, że różnice narodowe i religijne nie stanowią przeszkody we współistnieniu różnych narodowości i religii. Społeczność żydowska Wilna bardzo aktywnie włączyła się w upamiętnienie Dordzika.
W 1999 r. pomnik Dordzika został uszkodzony (wjechał weń samochód), w roku 2000 został odbudowany. W kwietniu 2021 mer Wilna Remigijus Šimašius ustanowił Nagrodę im. Mieczysława Dordzika. Nagroda będzie przyznawana co roku 1 czerwca młodym ludziom za wykazanie się odwagą. 